# Pedro el Grande interroga al zarévich Alejo Petróvich en Peterhof
La pintura Pedro el Grande interroga al zarévich Alejo Petróvich en Peterhof fue creada por el artista ruso Nikolái Ge (1831-1894) y terminada en 1871. La pintura se conserva en la Galería Tretiakov de Moscú (Inventario 2630). Las dimensiones de la pintura son 135,7 cm por 173 cm (según otros datos, 134,8 cm por 172,7 cm). La obra de Ge ofrece una interpretación psicológica de un drama histórico ambientado en 1718. La pintura representa a Pedro I y su hijo Alejo Petróvich, quien ha sido acusado de prepararse para tomar el poder, en el interior del Palacio Monplaisir en Peterhof. Antes de pronunciar la sentencia, Pedro I mira a los ojos de su hijo, todavía con la esperanza de discernir signos de remordimiento.
La pintura fue creada por Ge para la exposición inaugural de la Sociedad de Exposiciones de Arte Itinerantes (Peredvizhniki), que se inauguró en San Petersburgo en noviembre de 1871. En particular, la elección del tema por parte del artista estuvo motivada por la proximidad del 200 aniversario de Pedro el Grande (1672-1725). Antes de la exposición, el lienzo fue comprado al artista por Pável Tretiakov. Nikolái Ge pintó varias copias de la pintura, una de las cuales fue comprada por Alejandro II y ahora forma parte de la colección del Museo Estatal Ruso.

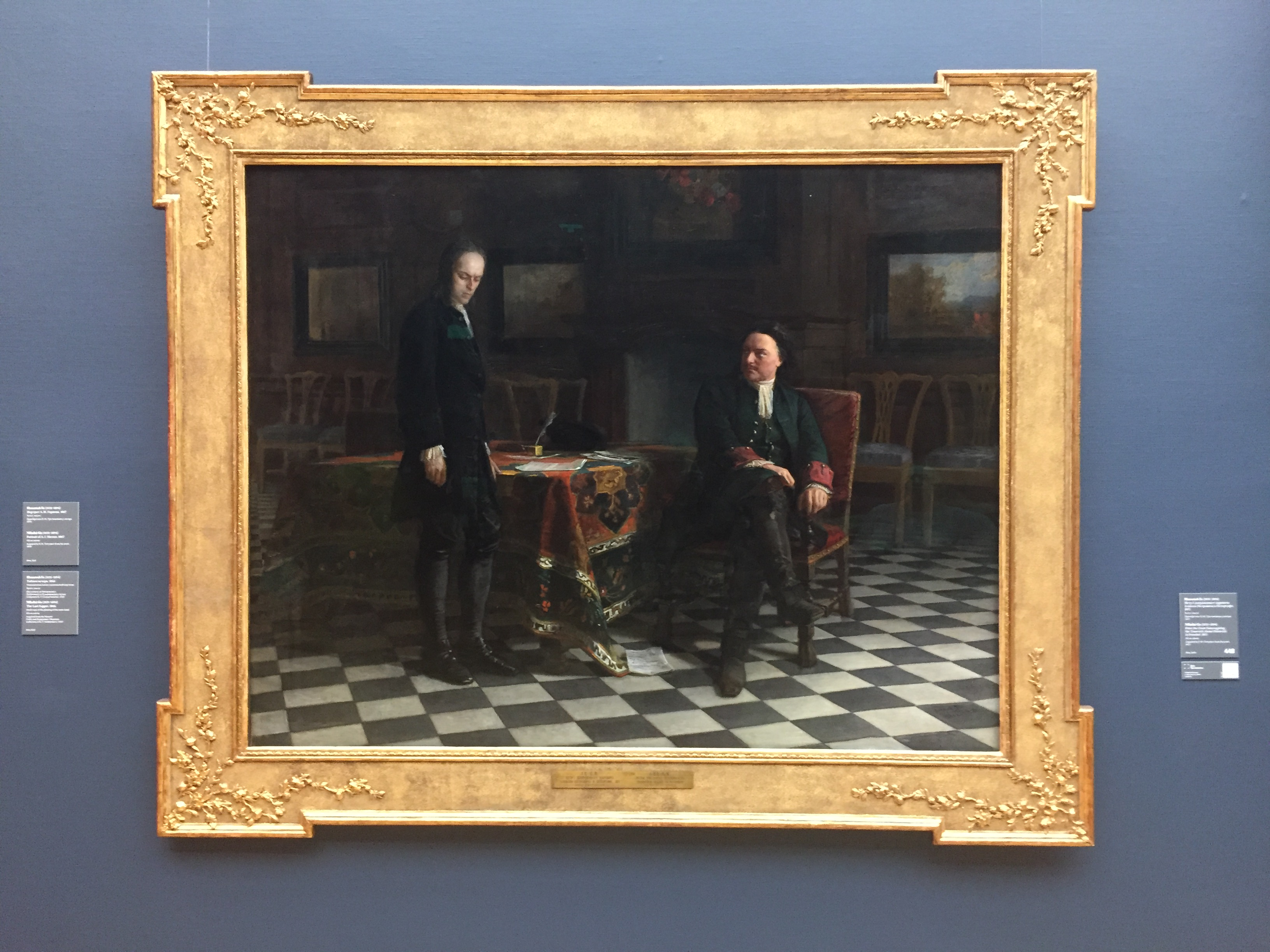
El cuadro Pedro el Grande interroga al zarévich Alejo Petróvich en Peterhof, en la Galería Tretiakov.

El escritor y crítico Mijaíl Saltykov-Shchedrín describió a los héroes del lienzo de la siguiente manera: "Cualquiera que haya visto a estas dos figuras sencillas, nada espectacularmente escenificadas, tendrá que admitir que ha sido testigo de uno de esos dramas asombrosos que nunca se borrarán de la memoria". El crítico de arte Vladímir Stasov consideró que la pintura de Ge era una de las mejores obras de la primera exposición itinerante, escribiendo: "Ninguna de las pinturas anteriores del Sr. Ge tenía un sello de madurez y habilidad como esta". La historiadora del arte Alla Vereshchagina señaló que la pintura Pedro el Grande interrogando al zarévich Alexei Petrovich en Peterhof fue "el hito más importante" en el desarrollo de una nueva dirección en la pintura histórica rusa de la década de 1870, asociada con la interpretación artística del hombre eminente y su lugar en la historia.

## Historia

### Antecedentes y creación
A principios de 1870, Nikolái Ge había regresado a Rusia desde Italia, donde había residido y trabajado entre 1857 y 1863 y de nuevo entre 1864 y 1869. Su traslado definitivo se produjo en mayo de 1870, cuando él y su familia se establecieron en la isla Vasílievski en San Petersburgo. Durante este período, Ge se familiarizó con una serie de artistas y escritores progresistas, y posteriormente se convirtió en uno de los fundadores de la Sociedad de Exposiciones de Arte Itinerantes. En su obra comenzaron a surgir temas relacionados con la historia rusa de los siglos XVIII y XIX. Una de las primeras obras sobre este tema fue la pintura Pedro I y el zarévich Alexei. La trama asociada con Pedro I fue relevante en relación con la proximidad del 200.º aniversario de su nacimiento.

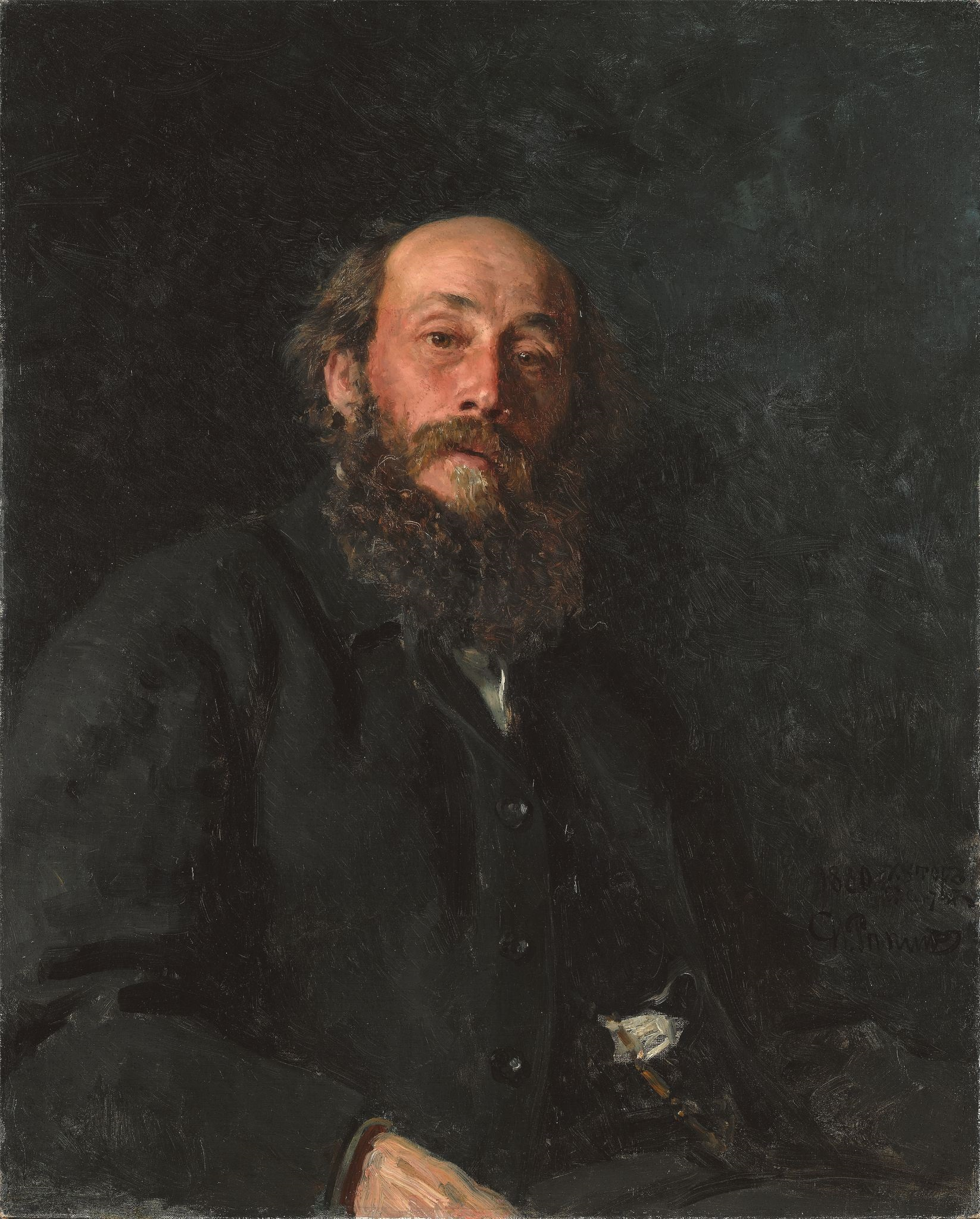
Iliá Repin. Retrato del artista Nikolái Ge (1880, Galería Estatal Tretyakov))

El propio Ge escribió en sus memorias: "Diez años de vivir en Italia tuvieron su efecto en mí, y regresé de allí como un italiano perfecto, viendo todo en Rusia bajo una nueva luz. Sentí en todo y en todas partes la influencia y la huella de la reforma petrina. Este sentimiento era tan fuerte que involuntariamente me fascinó Pedro, y fue bajo la influencia de esta fascinación que concebí mi cuadro Pedro I y el zarévich Alejo". Es probable que la elección del tema haya sido influenciada por el estrecho contacto de Ge con el historiador y publicista Nikolái Kostomárov. El boceto inicial para el futuro lienzo se realizó en 1870, y la obra en sí se completó en 1871.
Algunos investigadores han postulado que la trama de la obra pudo haber sido influenciada por la fascinación del artista, Ge, por la obra del pintor francés Paul Delaroche. Esta fascinación también era evidente en las obras de otros artistas rusos de la época, como Vyacheslav Schwarz, Konstantin Flavitsky, Valery Jacobi y Karlis Huns, que estaban interesados en "episodios sangrientos de la vida cortesana, en la exposición espectacular de hechos ocultos por la historiografía oficial". Además, la obra de Vyacheslav Schwarz, Iván el Terrible por el cuerpo de su hijo, a quien ha asesinado, a veces se considera un predecesor de "Pedro y Alejo". Hay dos obras, creadas en la década de 1860: un dibujo a carboncillo y tiza sobre cartón que se completó en 1861 (que se conserva en el Museo Estatal Ruso), y una pintura al óleo sobre lienzo, creada en 1864 (que se conserva en la Galería Tretiakov).

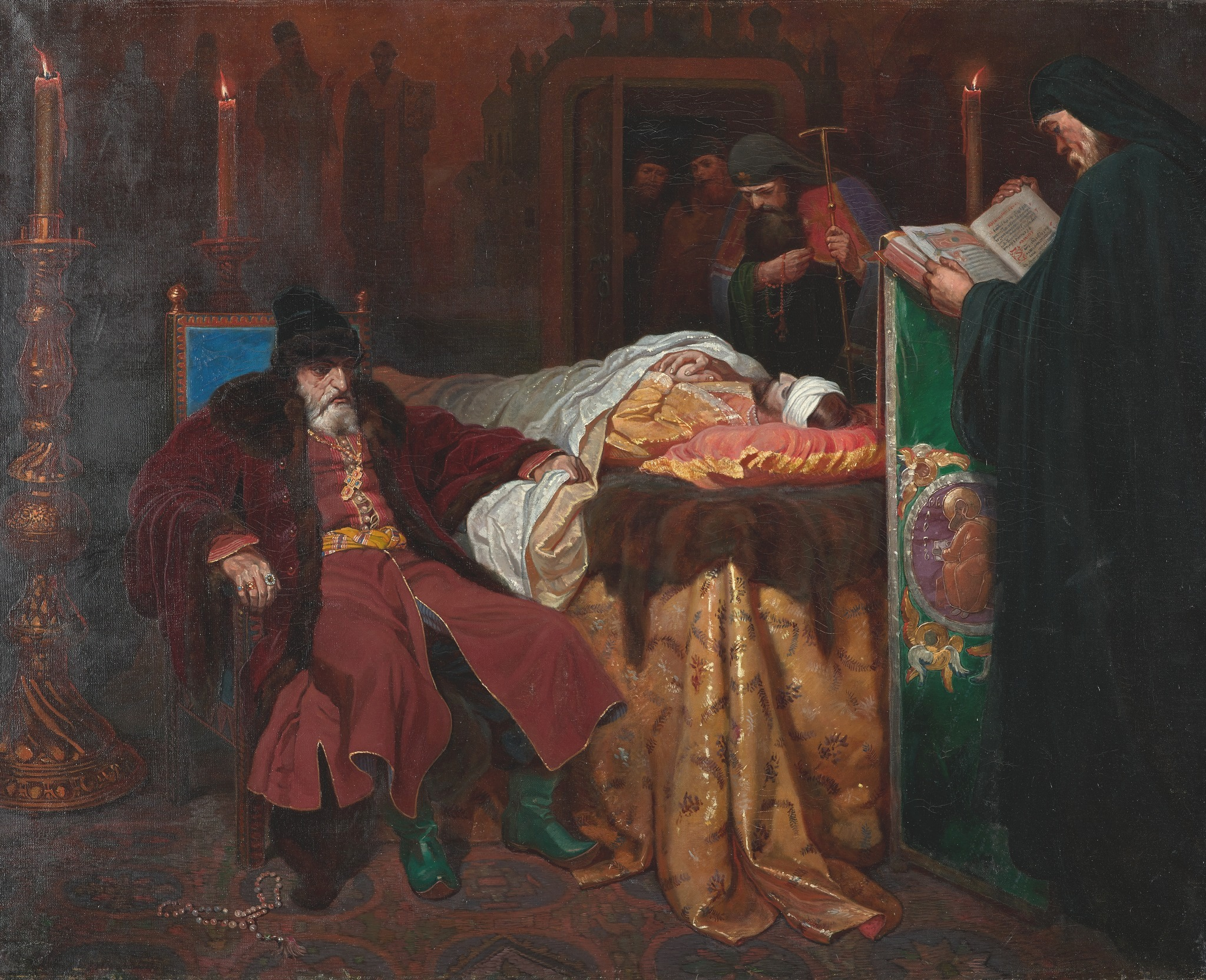
Vyacheslav Schwarz. Iván el Terrible junto al cuerpo de su hijo, a quien asesinó (1864, Galería Tretiakov)

Mientras Ge trabajaba en la pintura, llevó a cabo una investigación en documentos históricos relacionados con las actividades de Pedro el Grande. Es probable que estos documentos incluyan los publicados por el historiador Nikolái Ustriálov en el sexto volumen de La historia del reinado de Pedro el Grande, publicado en 1859. Aparentemente, Ge discutió el asunto con sus conocidos y amigos, en particular con Nikolai Kostomarov. En consecuencia, la idealización inicial de la personalidad de Pedro el Grande fue suplantada por una evaluación más realista, supeditada a una comprensión de la crueldad y la aflicción que compensaron los triunfos de las reformas de Pedro. El artista describió esta situación de la siguiente manera: "En el momento de escribir el cuadro Pedro I y el zarévich Alexei, tenía simpatía por Pedro, pero luego, después de haber estudiado muchos documentos, vi que no podía haber simpatía. Desperté en mí simpatía por Pedro, diciendo que ponía los intereses públicos por encima de los sentimientos paternales, y esto justificaba su crueldad, pero mataba el ideal".
A principios de la década de 1870, el público ruso se había dado cuenta suficientemente del "caso del zarévich Alexei", aunque un par de décadas antes este episodio podría describirse con mayor precisión como un "percance histórico", del que no se acostumbraba hablar. A finales de la década de 1850, este "caso" llegó al centro de atención en relación con las publicaciones en el almanaque Polar Star, publicado por Aleksandr Herzen y Nikolái Ogariov. En particular, la publicación incluía documentos que contradecían la versión oficial de la muerte del zarévich Alexei, que afirmaba que murió en la Fortaleza de San Pedro y San Pablo "por dolor". Los documentos contenían información que indicaba que fue estrangulado por orden de Pedro el Grande. Sin embargo, la autenticidad de una de las cartas publicadas fue cuestionada más tarde. Historiadores y publicistas famosos como Nikolái Ustriálov, Nikolái Kostomárov, Mijaíl Pogodin, Serguéi Soloviov, Mijaíl Semevsky, Piotr Pekarsky, Nikolái Dobroliúbovy otros participaron en el extenso debate que surgió después de la publicación de estas publicaciones. Según el historiador y escritor Natan Eidelman, "la controversia en torno al caso del zarévich Alexei en los años 1858-1860 fue uno de los temas más contemporáneos". En este sentido, la pintura en la que Nikolai Ge estaba trabajando «parecía resumir las viejas controversias y dar lugar a otras nuevas». Además, la pintura podría considerarse como un homenaje a Alexander Herzen, fallecido el 21 de enero de 1870.

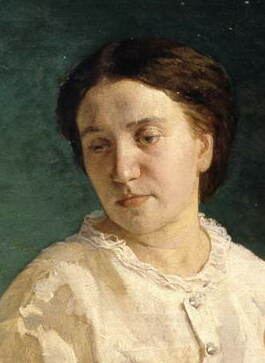
Anna Petrovna Ge (fragmento de la pintura de Nikolái Ge Retrato de A. P. Ge con niños, 1861-1866, Museo Estatal Ruso)

Mientras trabajaba en la pintura, Ge estudió a fondo la iconografía de Pedro el Grande que tenía a su disposición. Según el crítico Vladímir Stasov, Ge "estudió el rostro y la figura de Pedro en el Hermitage a partir de todos los retratos grabados y pintados al óleo de él". También se sabe que el artista incorporó elementos del retrato de Pedro de su esposa, Anna Petrovna Ge, de soltera Zabela (Zabello). Según el artista peredvízhniki Grigori Myasoedov, "en su esposa, él [Ge], a pesar de que ella estaba lejos de ser hermosa, vio todas las perfecciones: de ella pintó a Magdalena, a Pedro el Grande y a muchos otros". Stasov informó que Ge también estudió todos los retratos supervivientes de Alexei Petrovich, y como modelo para él utilizó a "uno de sus conocidos, un pequeño funcionario del Ministerio de Finanzas, en cuyo rostro y figura enfermizos y demacrados encontró cierta semejanza con los retratos del zarévich Alejo". Stasov también proporcionó el nombre de este funcionario, que era Nikolái Grigorievich Zaichnevski. Nikolái Zaichnevski era hermano del nacionalista revolucionario Piotr Zaichnevski.
Para representar la escena en el interior del Palacio Monplaisir, Ge visitó especialmente Peterhof, de donde, según sus propias palabras, "en su mente, en su memoria, trajo todo el fondo del cuadro Pedro y Alexei, con la chimenea, con las cornisas, con cuatro cuadros de la escuela neerlandesa, con las sillas, con el suelo y la iluminación".  Al mismo tiempo, Ge afirmó que una visita al Montplaisir era suficiente para él: «Y solo estuve en esa habitación una vez, y deliberadamente solo estuve allí una vez, para no romper la impresión que me había formado». Algunos detalles de la estancia de Ge en Peterhof se conocen por las palabras del filósofo Vladímir Lesevich, tal y como se recogen en el libro de Vladímir Stásov: durante su visita al palacio, el artista echó un largo vistazo a la habitación, así como a la bata y el gorro auténticos de Pedro el Grande, y la vieja guardia, Un soldado retirado, que lo acompañaba, declaró que era sólo la segunda ocasión en que había observado un examen tan meticuloso de estos artículos. La primera ocasión fue cuando el emperador Nicolás I lo había hecho.

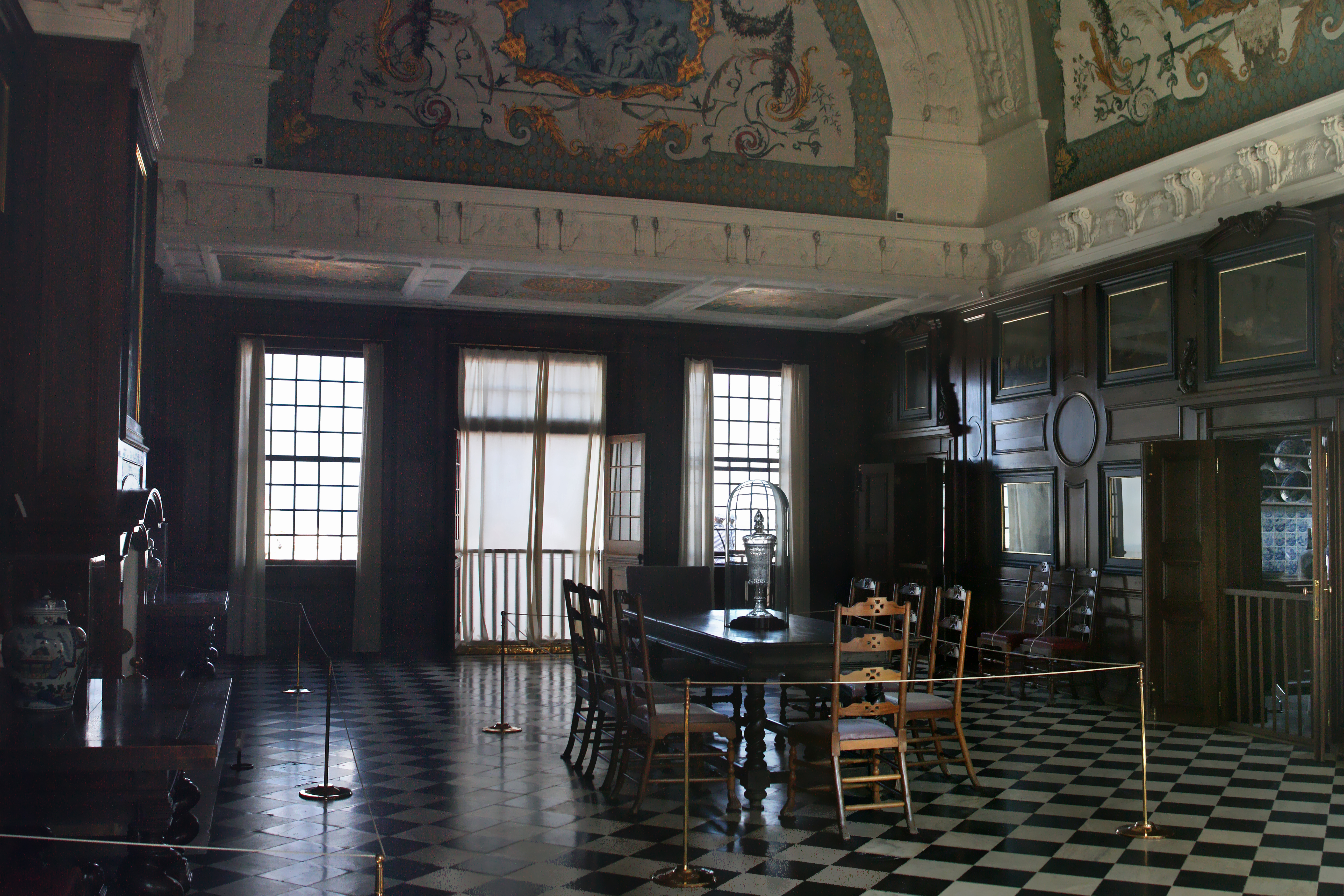
Salón de Desfile del Palacio de Monplaisir (Foto de 2010)

En sus memorias, el artista Iliá Repin relató cómo visitó a Nikolai Ge mientras este último trabajaba en la pintura. El estudio del artista estaba situado en el ala del patio de la casa n.º 36, 7.ª línea de la Isla Vasílievski, donde vivía. Según Repin, durante su visita, se colocó un lienzo sobre un caballete con un primer boceto al carboncillo en el que "Pedro fue recortado contra el fondo claro de una ventana en el palacio de Montplaisir". Sin embargo, más tarde, el artista "cambió el fondo, sustituyendo las ventanas por la pared opuesta de la sala". El artista Alexander Rizzoni también visitó el estudio de Ge. En una carta a Pável Tretiakov, describió el lienzo inacabado de la siguiente manera: "Me gusta mucho la pintura de Ge; En mi opinión, es lo mejor que ha producido. Solo desearía que mantuviera la expresión de los rostros como están ahora, todo es excelente. Si lo termina como está ahora, será una obra extraordinaria". Hay desacuerdos sobre la fecha de la carta de Rizzoni: en la colección "Cartas de artistas a P. M. Tretyakov" (1968) está fechada el 12 de diciembre de 1870, pero en la edición Nikolai Nikolaevich Ge: cartas, artículos, críticas, recuerdos de contemporáneos (1978) se afirma que esta datación es errónea, porque en ese momento "la pintura existía solo como un boceto", y la carta no pudo haber sido escrita antes del otoño de 1871, "cuando Ge, después de unas vacaciones de verano, estaba terminando su pintura". 

### Primera exposición itinerante y venta del cuadro
Nikolái Ge estaba preparando el cuadro Pedro el Grande interrogando al zarévich Alexéi Petróvich en Peterhof para ser expuesto en la 1.ª exposición de la Sociedad de Exposiciones de Arte Itinerantes (Peredvizhniki). La inauguración de la exposición se pospuso en varias ocasiones, pero finalmente tuvo lugar en San Petersburgo el 29 de noviembre de 1871.

En abril de 1872, la exposición se trasladó a Moscú. La parte de San Petersburgo de la exposición se llevó a cabo en el edificio de la Academia Imperial de las Artes, mientras que la parte de Moscú se llevó a cabo en las instalaciones de la Escuela de Pintura, Escultura y Arquitectura de Moscú. Además, otros tres lienzos de Ge se exhibieron en el mismo evento. Se trata de retratos de Tatiana Petrovna Kostomarova (madre de Nikolái Kostomárov), el escritor Iván Turguénev y el químico Hugo Schiff. La pintura histórica exhibida en la exposición itinerante comprendía solo dos obras, aunque a veces el boceto de Carl Goon La cabeza de un anciano con casco, o Un viejo guerrero hugonote (ahora en la Galería Tretiakov) también se enumeran como tales. Las dos pinturas históricas que se suelen enumerar representan varios episodios de la vida de Pedro el Grande. Además de Pedro y Alexéi, también se exhibió el lienzo de Grigori Myasoyedov Abuelo de la flota rusa, con el subtítulo "Franz Timmermann explica al joven Pedro Alexéyevich la construcción de un botik encontrado en uno de los graneros de la aldea de Izmaylovo (mayo de 1688)" (ahora en el Museo de Artes de Uzbekistán en Taskent).

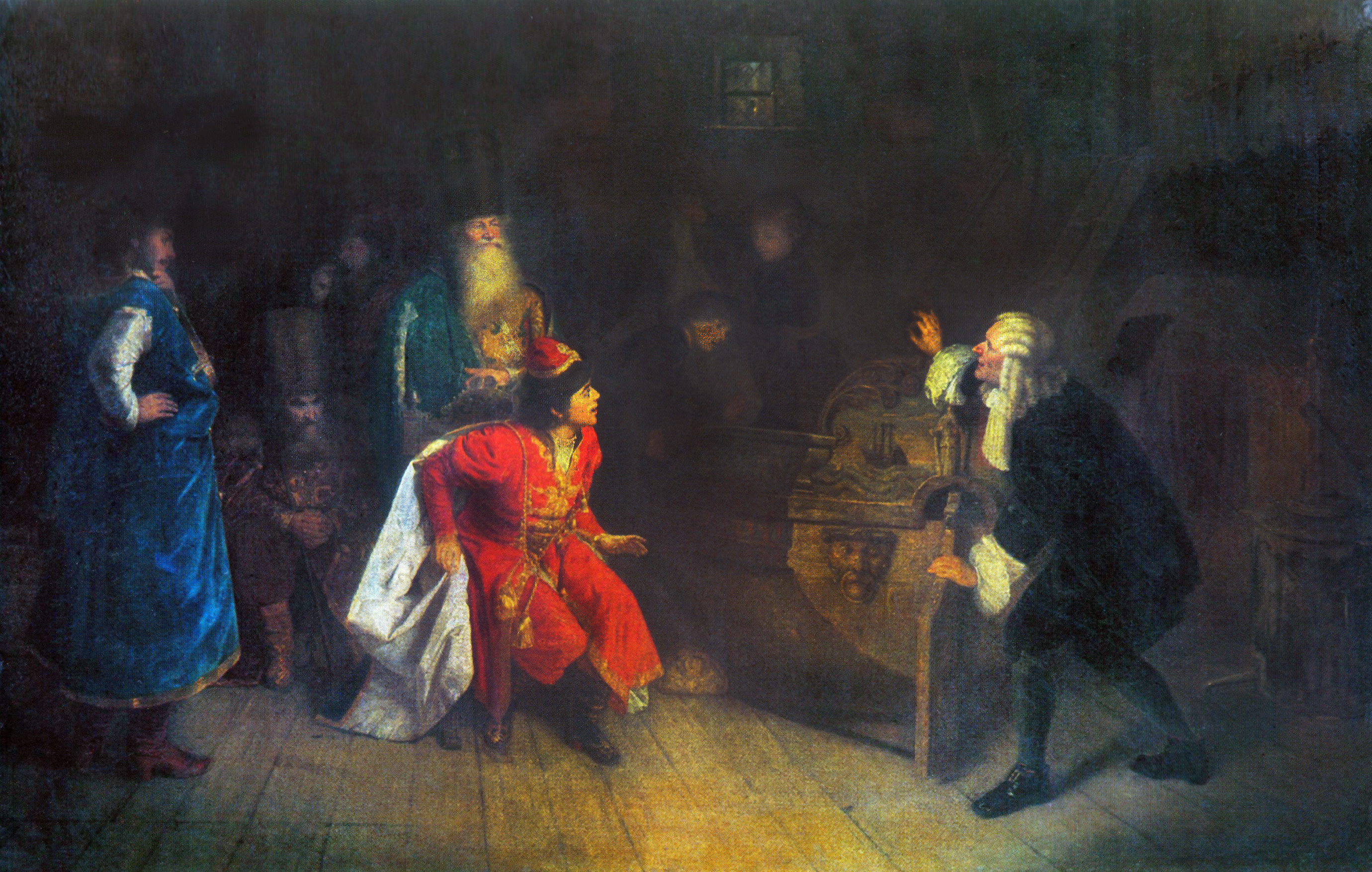
Grigoriy Myasoyedov. Abuelo de la flota rusa (1871, Museo de Artes de Uzbekistán)

Pável Tretiakov compró el cuadro Pedro el Grande interrogando al zarévich Alexéi Petróvich en Peterhof directamente en el estudio del artista, poco antes de la inauguración de la exposición itinerante en San Petersburgo. Esta fue la primera pintura de Ge que Tretiakov adquirió para su colección. Durante la exposición, la pintura fue admirada por el emperador Alejandro II, quien también expresó su deseo de comprarla. Sin embargo, nadie tuvo el coraje de informarle de que el cuadro ya había sido vendido. Para resolver este problema, se le pidió a Ge que creara una copia del autor para Tretiakov y le diera el original a Alejandro II. Sin embargo, el artista declaró que no procedería sin el consentimiento de Pável Mijáilovich, por lo que el original fue presentado a Tretiakov, mientras que para Alejandro II se pintó una repetición del autor, que posteriormente pasó a la colección del Museo Ruso.

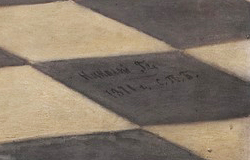
Firma de Nikolái Ge y fecha en el suelo de "tablero de ajedrez" en la esquina inferior derecha de la pintura

Un gran número de periódicos y revistas publicaron artículos dedicados a la exposición itinerante, en la que se prestó considerable atención al cuadro Pedro I interrogando y al zarévich Alejo. En general, el lienzo recibió críticas positivas de los críticos. Según Vladímir Stásov, "en general, todo el mundo alababa y elogiaba fuertemente a Ge y su pintura, todo el mundo simpatizaba con él, pero lo que elogiaban exactamente a menudo no coincidía, y lo que era un punto a favor para algunos, era sólo un punto negativo para otros". El escritor Mijaíl Saltykov-Shchedrin (revista Otechestvennye Zapiski) y el crítico Vladímir Stásov (periódico Sankt-Peterbúrgskiye Védomosti) elogiaron la pintura de Ge. En contraste, el publicista Apollon Matushinsky (revista Russky Vestnik) fue más crítico con la pintura, sosteniendo que Ge no había explorado el tema lo suficientemente profundamente. En un artículo publicado en el periódico Golos, el autor señala que el artista «no siempre se las arregla con la técnica de la pintura», pero aun así elogia la pintura por estar «caracterizada por el realismo más estricto» y la coloca en el pináculo de la lista de pinturas históricas rusas de la última década. Un crítico del periódico Moskovskiye Vedomosti, que firmaba como "L. A-ov" (en ruso: Л. А—ов), escribió que "el trabajo del Sr. Ge es notable por su poder de expresión y representa lo mejor de todo lo que ha creado hasta ahora".
Antes de la inauguración de la exposición itinerante, el 21 de octubre de 1871, el artista Iván Kramskói escribió al paisajista Fiódor Vasiliev que "Ge escribió una cosa hermosa, "Pedro", y después de la inauguración de la exposición, en una carta fechada el 6 de diciembre de 1871, Kramskoy informó: "Ge reina decisivamente. Su foto ha causado una impresión impresionante en todos". El artista Pável Chistiakov escribió en una carta a Pável Tretiakov el 2 de enero de 1872: «Pedro el Grande es una cosa muy, muy expresiva, pero las opiniones sobre esta imagen difieren. Esto es absolutamente lógico. Cada uno lo ve, lo mira y lo entiende a su manera. En cualquier caso, este cuadro es considerado como el mejor de los cuadros de N.N. Ge. A decir verdad, yo también lo creo. Me alegro de que lo tengas".

### Eventos posteriores
En septiembre de 1872, la 1.ª exposición itinerante continuó su viaje a otras ciudades del Imperio ruso, visitando Kiev (septiembre-octubre) y Járkov (octubre-noviembre). A medida que la Sociedad organizaba exposiciones posteriores, la lista de ciudades anfitrionas creció: Riga, Vilna, Oriol, Odesa y Chisináu se añadieron durante la segunda exposición (1872-1874) y Kazán, Sarátov y Vorónezh durante la tercera (1874-1875). Al mismo tiempo, una serie de pinturas expuestas en la exposición itinerante inaugural se incluyeron en exposiciones posteriores en ciudades donde no se habían exhibido anteriormente. De particular interés es la pintura de Ge Pedro I y el zarévich Alexei, a la que se hizo referencia en el informe de la Junta de la Sociedad sobre la segunda exposición itinerante, aunque sin especificar las ciudades en las que se mostró. También se sabe que en octubre de 1874, la pintura se presentó en la tercera exposición itinerante en Sarátov (tal vez fue una repetición reducida del autor). En el informe sobre la exposición de Sarátov, se señaló que "el mayor interés de los espectadores y críticos fue atraído por dos pinturas históricas de N. N. Ge: Catalina en la tumba de Isabel y Pedro interrogando al zarévich Alexei".
En 1873, la copia del autor de la pintura Pedro el Grande interrogando al zarévich Alexei Petrovich en Peterhof se exhibió en la Exposición Universal de Viena. Vladímir Stásov escribió que este cuadro, "que tanto éxito tuvo entre nosotros, causó muy poca impresión en Viena e incluso pasó casi completamente desapercibido, probablemente porque a la exposición mundial no se le envió el original, sino una repetición o una copia, lejos de ser igual al original". En el mismo año, 1873, la pintura original de la colección de Pavel Tretyakov se exhibió en la Exposición Internacional de Londres. El catálogo de la exposición utilizaba el título en inglés El emperador Pedro el Grande interrogando a su hijo Alexis (N. Gay).
La pintura original también se exhibió en la Exposición Universal de 1878 celebrada en París. En el catálogo de la exposición, el lienzo figuraba con el título francés Pierre le Grand fait subir un interrogatoire au tsarevitch Alexis, à Peterhof (N. N. Gué). Vladímir Stásov observó que en la exposición de París, "cuadros tan excelentes como Pedro el Grande interrogando al zarévich Alexéi de Ge y leyendo el Reglamento sobre la liberación de los campesinos de Myasoyedov fueron colgados a una altura donde normalmente se cuelgan cuadros de segunda y tercera categoría" y "allí perdieron noventa centésimas partes de su dignidad". Sin embargo, la prensa francesa identificó la pintura Pedro y Alexei como un ejemplo de la afirmación de que "los pintores rusos se inspiran fundamentalmente en la historia nacional". El título de la pintura de Ge también se incluyó en el catálogo de la Exposición Industrial y de Arte de toda Rusia celebrada en Moscú en 1882. Sin embargo, por razones que no están claras, no se mostró en la exposición.

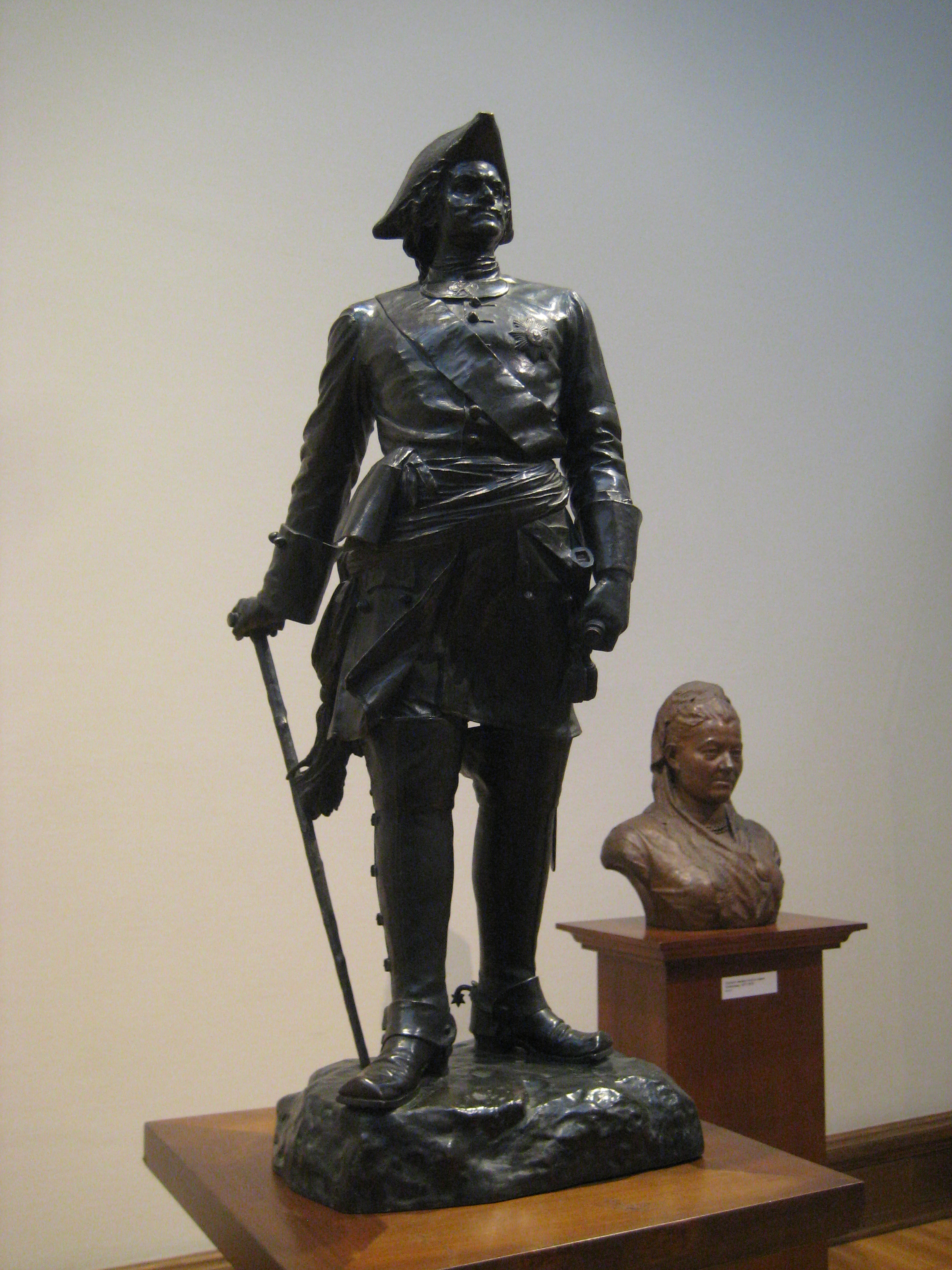
Mark Antokolski. Pedro I (reproducción reducida, bronce, 1872, Galería Tretiakov)

La imagen de Pedro el Grande creada por Ge sirvió de base para una estatua del escultor Mark Antokolski. La primera versión de yeso de esta estatua apareció en 1872, y posteriormente fue fundida en bronce y replicada en forma de monumentos en Peterhof, San Petersburgo, Taganrog y Arcángel. Además, una composición de loza basada en el tema de la pintura Pedro el Grande interrogando al zarévich Alexei Petrovich en Peterhof fue producida en una edición limitada a finales del siglo XIX por la compañía de producción de porcelana y loza de M. S. Kuznetsov en una fábrica en la Gobernación de Tver. Varias de estas composiciones escultóricas decorativas han sobrevivido, y actualmente se encuentran en las colecciones de la Galería Regional de Pinturas de Tver Museo Histórico, el Museo Histórico y de Arte Egorievsky, el Museo Panruso de Arte Decorativo y el Museo de la Fábrica de Loza de Konakovo.
La imagen de Alexei Petrovich de la pintura de Ge fue evidentemente empleada en la película Pedro el Grande (1937-1938), en la que el papel del zarévich fue interpretado por el actor Nikolái Cherkasov. Según el historiador Alexander Kamensky, "cuando los espectadores soviéticos vieron esta película, la imagen de N. Ge ya se había hecho tan famosa que el director (V. Petrov) no tuvo más remedio que reproducirla".  El papel de Pedro I en la película fue interpretado por el actor Nikolái Simonov. Según el crítico de arte Sergei Khachaturov, el hecho de que Pedro y Alexei fuera considerado (o "designado") como la obra maestra de Ge en la época soviética podría deberse al hecho de que "la idea de la pintura -el camino hacia un futuro brillante es inevitable, incluso si tienes que caminar sobre cadáveres- estaba cerca de los líderes del país soviético". Y probablemente por esta razón "el cuadro fue amado y replicado".
A finales de la década de 1930, la pintura se sometió a una restauración, necesaria por la aparición de craquelado flotante, particularmente en el cabello del zarévich Alexei. Este fenómeno probablemente se atribuyó a la utilización de sustancias que contenían asfalto por parte de Ge durante el proceso de pintura. El craquelado fue reparado por el artista-restaurador Evgeny Kudryavtsev mediante el método de la encáustica.
Posteriormente, la pintura Pedro el Grande interrogando al zarévich Alexei Petrovich en Peterhof se exhibió en una serie de exposiciones en la Unión Soviética, Rusia y otros países. En el período comprendido entre 1970 y 1971, el lienzo se exhibió en la exposición personal de la Unión de Ge, celebrada en Leningrado, Moscú, Kiev y Minsk. En 1971, la pintura participó en la reconstrucción de la exposición itinerante inaugural de 1871-1872, celebrada en la Galería Tretiakov. En 1971-1972, se exhibió en la exposición Peredvizhniki en la Galería Estatal Tretyakov, que conmemoraba el centenario de la Sociedad. En 1981, la pintura se incluyó en la exposición individual de Ge, que se llevó a cabo para conmemorar el 150 aniversario del artista y tuvo lugar en la Galería Tretyakov de Moscú. En 1993, la pintura se exhibió en la exposición Peredvizhniki en la Galería Tretyakov, que se llevó a cabo en Tokio, Nara y Fukuoka. La pintura también se incluyó en la exposición del 180 aniversario, ¿Qué es la verdad?, celebrada de octubre de 2011 a febrero de 2012 en la Nueva Galería Tretiakov en Krymsky Val.
La reiteración del autor de la pintura Pedro el Grande interrogando al zarévich Alejo Petróvich en Peterhof, de la colección del Museo Ruso, se exhibió en 1983 en Penza, en el Museo de una Pintura que lleva el nombre de G. V. Myasnikov (una rama de la Pinacoteca Regional de Penza que lleva el nombre de K. A. Savitsky).

## Tema, personajes y composición

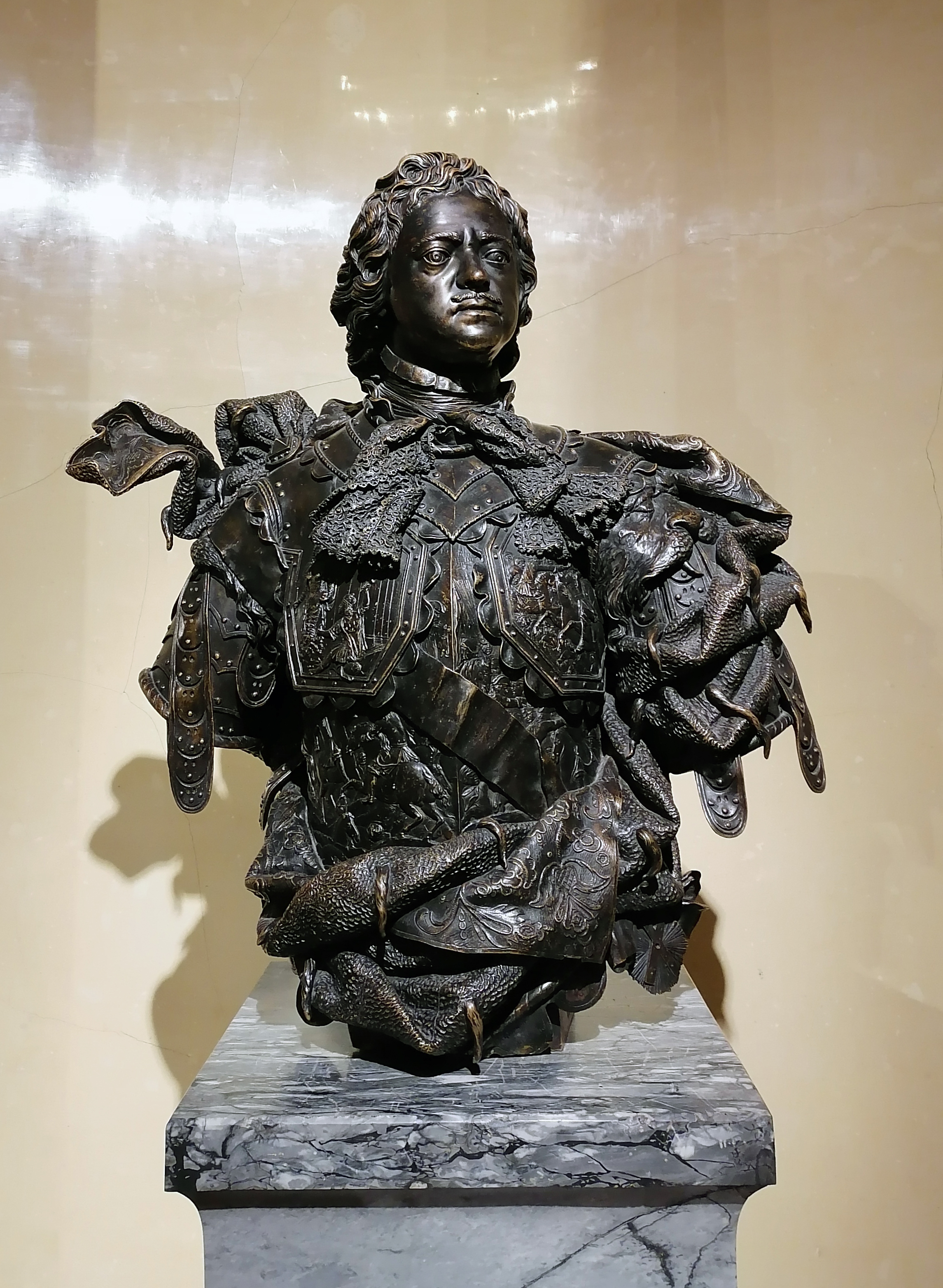
Carlo Bartolomeo Rastrelli. Busto de Pedro I (1723-1730, Museo del Hermitage)

La pintura representa a Pedro I y a su hijo Alejo Petróvich en el interior del Palacio Monplaisir en Peterhof. Pedro I está representado sentado a la derecha de la mesa en una silla adornada con terciopelo rojo, mientras que el zarévich Alexei está de pie a la izquierda de la mesa. El lienzo ofrece una interpretación psicológica del drama histórico. El zarévich Alejo, desilusionado con la forma autoritaria en que se implementaron las reformas de Pedro el Grande, buscó refugio en Europa Occidental. Sin embargo, fue devuelto a Rusia y acusado de conspirar para hacerse con el poder. Con el conocimiento de su padre, Pedro I, Alexei Petrovich fue encarcelado en la Fortaleza de San Pedro y San Pablo, donde murió de tortura el 26 de junio [7 de julio] de 1718. El prototipo de la imagen de Pedro el Grande podría haber sido un busto de bronce de Carlo Bartolomeo Rastrelli (1723-1730), y el rostro del zarévich Alexei tiene un parecido con su retrato del artista alemán Johann Gottfried Tannauer, creado en la década de 1710.
El historiador Eugenio Anisimov postula que el principal catalizador del conflicto entre Pedro y Alexei no fue la divergencia ideológica, sino las intrigas palaciegas impulsadas por Catalina, la segunda esposa de Pedro, que buscaba desplazar a su hijastro Alexei y elevar a su hijo, el zarévich Pedro Petróvich, al trono. La relación entre Pedro I y Alexei Petrovich comenzó a deteriorarse a partir de 1715, año del nacimiento de Pedro Petrovich. El acoso a su padre obligó a Alexei a huir al extranjero. En un esfuerzo por persuadir a Alexei de que regresara a Rusia, Pedro I se ofreció a perdonar la fuga. Sin embargo, a su regreso, Alexei fue entregado a la Cancillería Privada para ser investigado por "alta traición". Su amante, Afrosinya, también fue arrestada e intimidada por los investigadores, por lo que prestó testimonio contra Alejo.

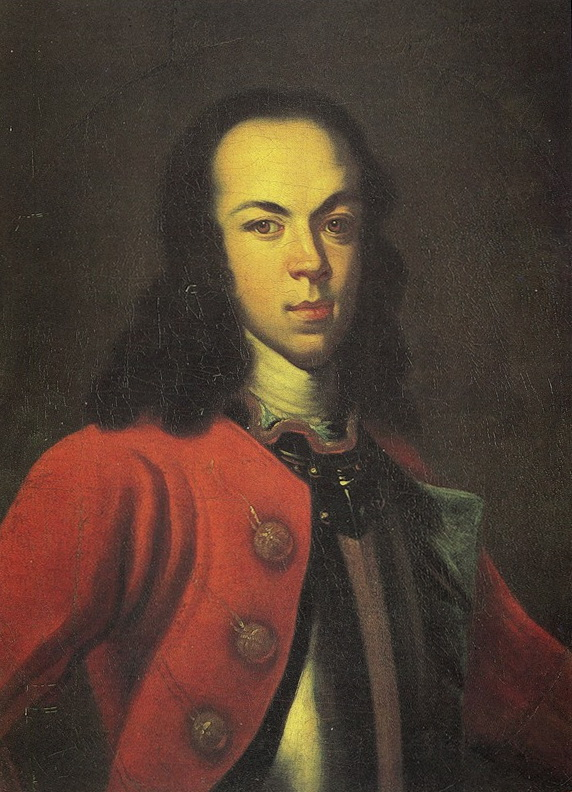
Johann Gottfried Tannauer. Retrato de Alexei Petrovich (década de 1710, Museo Estatal Ruso)

A pesar de la compostura externa de Pedro I y el zarévich Alexei, es evidente que están experimentando una ansiedad y una angustia mental considerables. Al parecer, tuvo lugar una acalorada discusión entre ellos, cuyo resultado fue que Pedro I se convenció aún más de la traición de su hijo. Así lo confirman los documentos que había sobre la mesa, que quedaron esparcidos cuando uno de ellos cayó al suelo. Antes de pronunciar la sentencia, Pedro I proyecta el rostro de su hijo en su mirada, todavía con la esperanza de discernir signos de remordimiento. Alexei, bajo la mirada de su padre, bajó los ojos. Confiaba en que Pedro I no se atrevería a condenar a muerte a su propio hijo; Por lo tanto, guardó silencio y no pidió perdón. El artista e historiador del arte Nikolái Shchekotov señaló que el rostro del zarévich Alexéi "pertenece a un hombre que no se caracteriza por una expresión más o menos clara de su voluntad, cuyos pensamientos van confusos, caminos resbaladizos, los sentimientos son cambiantes, siendo más bien el fruto de una dolorosa irritación nerviosa que la expresión de una fuerte alma profunda". Alejo está vestido con una camisola de terciopelo, zapatos negros con hebillas y medias altas de seda en los pies. Los puños de encaje ligero y el cuello camisero sirven para acentuar la palidez de su rostro. Pedro I está ataviado con un caftán negro perteneciente al Regimiento Preobrazhenski, con solapas rojas en las mangas y botas negras en los pies.

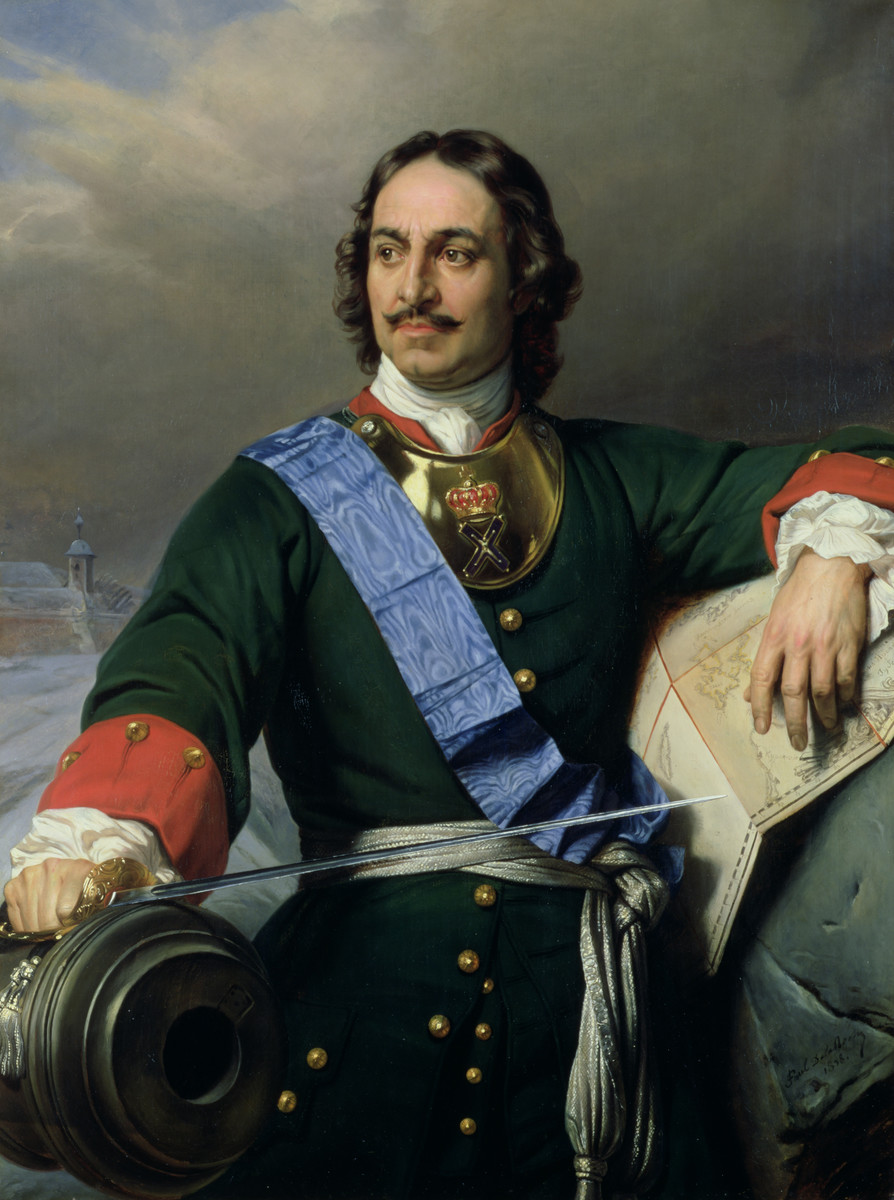
Paul Delaroche. Pedro I con uniforme de oficial del regimiento Preobrazhensky (1838, Kunsthalle de Hamburgo)

El contraste entre luces y sombras en la composición sirve para resaltar las diferencias entre los personajes. Según Tatiana Karpova, historiadora del arte, la figura del zarévich Alexei está iluminada por una luz más pálida, "como si fuera lunar, muerta". Esto simboliza el hecho de que "ya pertenece más al reino de las sombras que a la vida real con sus pasiones y colores". En contraste, el rostro de Pedro el Grande está "vigorosamente moldeado con claroscuros contrastantes". La esquina de la mesa y el mantel rojo y negro que cuelga de ella ("colores de luto") parecen servir como una separación visual entre padre e hijo, sugiriendo un presagio del trágico desenlace del drama. La confusión de Alexei se acentúa aún más con el gesto de su mano izquierda, que involuntariamente juguetea con el mantel. La alternancia de baldosas blancas y negras ha sido interpretada de varias maneras: "una expresión del espíritu de regularidad de la época de Pedro, blanco y negro en los personajes de Pedro y el zarévich, y un tablero de ajedrez en el que se desarrolla la partida final, perdida por Alejo".
Algunos autores expresan dudas de que Pedro I interrogara alguna vez al zarévich Alexei en el palacio de Montplaisir, que en 1718 aún no estaba completamente terminado. De hecho, se afirma que el interrogatorio "no tuvo lugar realmente en Montplaisir". Por otro lado, se afirma que en mayo de 1718 el enviado austriaco a San Petersburgo, Otto Pleier, informó a su gobierno de que Pedro había ido al "palacio de diversiones de Peterhof", donde también se había llevado al zarévich, y que el zar lo había interrogado allí en persona; A veces se dan fechas más precisas para la posible estancia de Pedro y Alexei en Peterhof: 15-16 de mayo. Se cree poco probable que Pedro I interrogara al zarévich en un entorno individual. A pesar de esto, Ge eligió representar solo a Pedro y Alexei en la pintura, lo que le permitió concentrarse en los aspectos psicológicos de sus experiencias.
La angustiosa búsqueda de una solución representada en la pintura sugiere que Ge deseaba retratar a Pedro el Grande no como un verdugo, sino como un padre que trascendió sus deseos personales por el bien de los intereses del estado. La historiadora del arte Alla Vereshchagina observó que, "por primera vez en la pintura histórica rusa, se crearon imágenes típicas, ajenas a la idealización, de figuras históricas reales", porque "el psicologismo determinó el verdadero historicismo de la obra".
|                |
| Zarévich Alejo |

|                                                      |
| Papeles sobre la mesa, el mantel y la mano de Alexei |

|                         |
| Papel que cayó al suelo |

|                 |
| Pedro el Grande |

La decoración interior del vestíbulo tal y como la describe Ge evoca un "entorno holandés", aunque no de la manera acogedora de las pinturas de los antiguos maestros holandeses. En cambio, presenta rasgos rígidos y severos que se alinean con el significado del drama que se desarrolla aquí. La parte iluminada del mantel de alfombra en primer plano, con su patrón excesivamente claro y detallado, que incluye combinaciones de colores nítidos, juega un cierto papel. Según Nikolái Shchekotov, este patrón fuertemente manifestado, "por un lado, da una nota de ornamentación al mobiliario extremadamente modesto en general, recordándonos con tacto que el asunto tiene lugar en un palacio, y por otro lado, evoca una sensación de cierta inquietud en el espacio entre las dos figuras austeras de Pedro y Alexei, un desasosiego y una especie de ansiedad que es muy apropiada en este caso". El propio Ge describió este aspecto de su trabajo sobre el lienzo de la siguiente manera: "Buscaba una alfombra para cubrir la mesa con el mismo cuadro; Lo encontré en una pintura holandesa y esbocé solo una forma del patrón. Hice toda la alfombra con todos los patrones de colores y la perspectiva que necesitaba, todo hecho en casa sin correr a comprobarlo". Hay afirmaciones de que la alfombra representada en la pintura de Ge es obra de tejedores de Shirvan. Sin embargo, "en términos de composición, motivo principal y oscuridad de la combinación de colores", se corresponde con las alfombras de los turcomanos del Caspio, que están relacionadas en el tema y la ejecución.
Al fondo, se distingue en la penumbra la pared de la sala ceremonial, decorada "con cuatro cuadros de la escuela neerlandesa". Se sabe que Pedro el Grande importó una serie de pinturas holandesas del extranjero para la decoración del Monplaisir. Entre ellas, las obras del pintor y grabador Adam Silo ocuparon un lugar especial. Las pinturas se exhibieron en el salón ceremonial del palacio y otras habitaciones, que fueron consideradas como "la primera galería de pinturas de Rusia".

## Estudios, bocetos y reproducciones

### Bocetos y estudios
La Galería Tretiakov conserva un boceto que lleva el mismo título que la pintura Pedro el Grande interrogando al zarévich Alexei Petrovich en Peterhof (1870, óleo sobre lienzo, 22 × 26,7 cm, n.º de inventario. ZH-593). Tras la muerte de Ge en 1894, sus hijos presentaron este boceto al artista Alexander Kurenny. Posteriormente fue heredada por A. D. Nekrasov y adquirida por la Galería Tretyakov en 1970 a los herederos de Kurenny. La composición del boceto difiere significativamente de la de la versión final de la pintura. En el boceto, Pedro está sentado en un sillón a la izquierda, contra el fondo de la ventana. Alexei, por su parte, se muestra de pie con la cabeza gacha a la derecha, junto a la mesa. La ambientación del boceto se parece poco al interior del palacio de Montplaisir, "con sus enormes paredes de altura completa, ventanas acristaladas con frecuentes encuadernaciones". Según la historiadora del arte Irina Leytes, la escena representada en este boceto dice lo siguiente: "el hijo culpable, que todavía inspira al espectador una simpatía involuntaria por la elegancia de su apariencia, escucha obedientemente el juicio del formidable pero justo padre-monarca". Además, se conoce la existencia del estudio Retrato de Pedro el Grande (lienzo, óleo, 89 × 76,5 cm), anteriormente conservado en la colección de Lidia Ruslánova.
| |
| Pedro el Grande interrogando al zarévich Alexei Petrovich en Peterhof (boceto, 1870, Galería Tretiakov) |

|                                                                                                  |
| Un hombre sentado en un sillón (dos estudios para la figura de Pedro I, 1870, Galería Tretiakov) |

|                                                    |
| Retrato de Pedro I (estudio, colección particular) |

La colección de la Galería Tretiakov también contiene bocetos gráficos para la pintura Pedro el Grande interrogando al zarévich Alexei Petrovich en Peterhof, fechada en 1870, Un hombre sentado en un sillón (dos bocetos para la figura de Pedro el Grande interrogando al zarévich Alexei Petrovich en Peterhof, papel, carboncillo, 68 × 101,3 cm, inv. R-13746), Tres figuras masculinas de pie (bocetos para la figura del zarévich Alexei, papel, carboncillo, pegado, 100 × 67,8 cm, inv. R-13747), Hombre de pie (boceto para una figura del zarévich Alexei, papel, lápiz italiano, 55,4 × 38,2 cm, N.º de inventario R-13748), Figuras masculinas de pie (papel, lápiz italiano, 55,8 × 38 cm, N.º de inventario R-13749) y figura masculina de espaldas (papel, lápiz italiano, 55,5 × 38 cm, Nº de inventario R-13750). Todos estos dibujos estuvieron en posesión del hijo del artista, Nikolai Ge Jr., hasta 1938. De 1938 a 1952, estuvieron en posesión de Beatrice de Watteville. Posteriormente, pasaron a manos de la editorial Librairie nouvelle. En 1974, fueron adquiridos por el coleccionista ginebrino Christophe Bolman. En el año 2011 fueron adquiridos por la OSJC "VTB Bank" para la Galería Tretiakov.

### Réplicas del autor

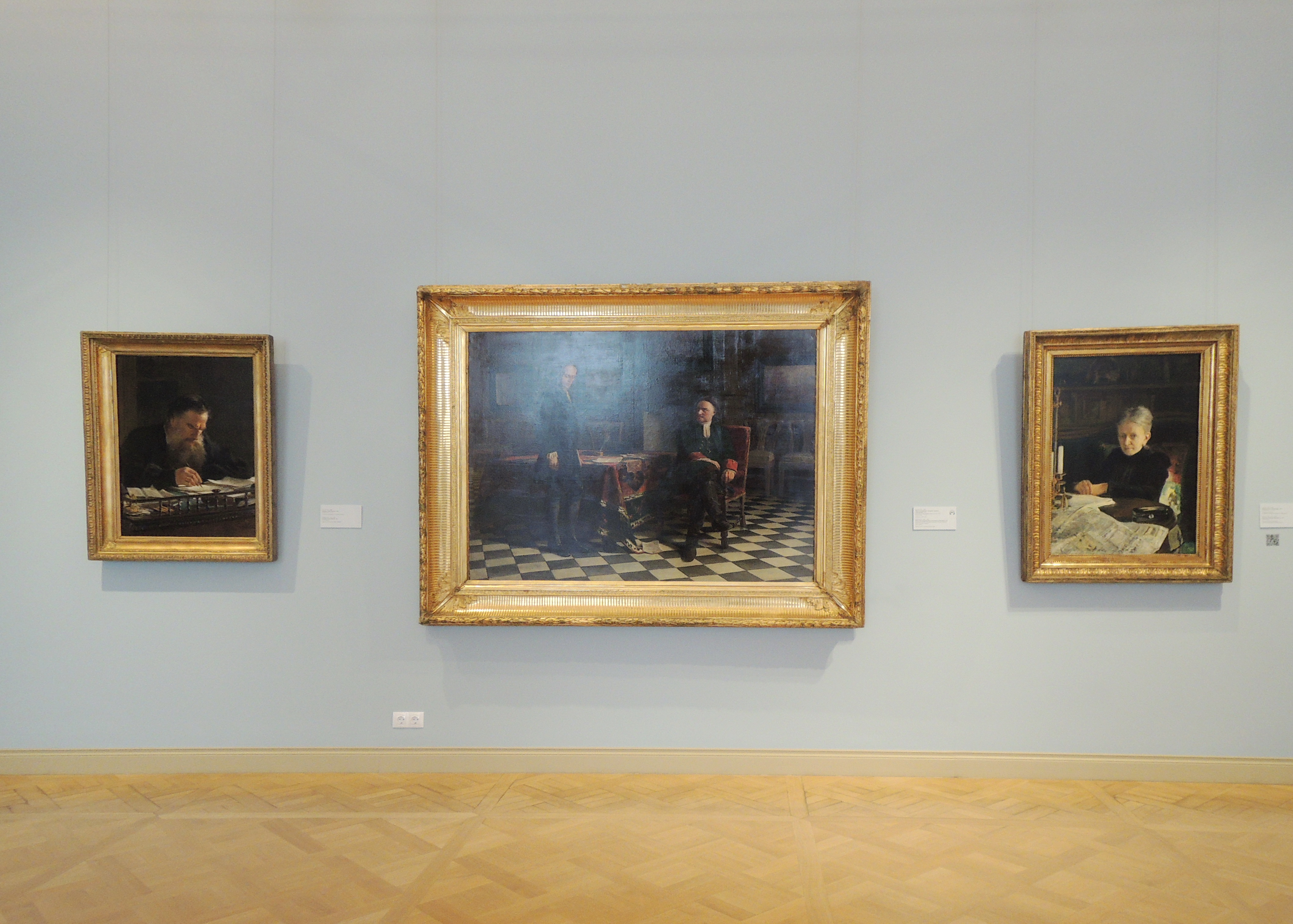
Reproducción de autor del cuadro Pedro el Grande interrogando al zarévich Alexéi Petróvich en Peterhof en el Museo Estatal Ruso

Hay varias réplicas de cuerpo entero de la pintura del mismo autor. Una de las réplicas se exhibe actualmente en el Museo Estatal Ruso (1872, óleo sobre lienzo, 134,5 × 173 cm, inv. Zh-4142). Fue adquirida por el museo en 1897 al Hermitage. Este es el lienzo que Ge creó a instancias de Alejandro II, y posteriormente fue regalado al Museo Ruso por Nicolás II.
Otra réplica, también fechada en 1872, se exhibe actualmente en el Museo de Artes de Uzbekistán en Taskent. La pintura fue adquirida por el museo de la colección del Gran príncipe Nicolás Constantínovich (según algunas fuentes, la pintura estaba anteriormente en la colección de su padre, el gran duque Constantino Nicoláyevich). Nikolai Konstantinovich residió en Taskent durante un período considerable, durante el cual se acumuló en su palacio un conjunto distintivo de arte ruso y extranjero, que sirvió como base para la colección del Museo de Arte de Uzbekistán. En el siglo XXI, se está discutiendo activamente la posibilidad de devolver la colección del gran duque a su ubicación original, el palacio.
Además, una réplica sin fecha del autor se conserva en el Museo de Bellas Artes de Turkmenistán en Asjabad.
Además, también se conocen réplicas reducidas de este lienzo realizadas por el artista. Una de las réplicas, fechada en 1874, se encuentra en el Museo-Reserva Estatal de Historia, Arquitectura y Arte de Rybinsk (lienzo, óleo sobre lienzo, 58,4 × 74,3 cm, inventario n.º ZH-211). Una reproducción reducida adicional, también fechada en 1874, se conserva en la colección del Museo-Reserva Estatal Unido de Nóvgorod (óleo sobre lienzo, 58 × 74 cm, Inventario n.º 2595, recibido en 1926 del Museo Estatal Ruso; el sitio web del museo enumera la fecha como "siglo XIX, fin"). Otra reproducción más pequeña, fechada en 1878, se encuentra en una colección privada en Kiev.
También se sabe de la existencia de un dibujo en grisalla del mismo nombre, realizado por Nikolai Ge en 1878 a petición del litógrafo Alexander Beggrov para la producción de heliograbados. Más tarde, el dibujo fue conservado por A.F. Felten (San Petersburgo) y en 1912 se lo compró el coleccionista y mecenas de arte de Moscú Ivan Tsvetkov. Luego fue transferido a la colección del Museo Estatal Ruso y en 1929 al Museo de Arte de Sarátov. El catálogo del museo describe el dibujo como "una impresión fotográfica hecha por el autor en grisalla", que mide 40 × 50,4 cm.
La Galería Tretiakov también conserva el grabado de Ge, Pedro el Grande interrogando al zarévich Alexei Petrovich en Peterhof (1872), anteriormente en la colección de L.M. Kovalsky.

## Reseñas y críticas

### SigloXIX
El escritor y crítico Mijaíl Saltykov-Shchedrín, en su reseña "La primera exposición de arte itinerante ruso", publicada en la revista Otechestvennye Zapiski, prestó mucha atención a la pintura de Ge. En particular, escribió: "En primer plano nos encontramos aquí con la imagen del profesor Ge "Pedro el Grande, interrogando a su hijo". Frente a nosotros solo dos figuras y una situación estrictamente simple, que no tiene nada que llamar la atención <... > Sin embargo, cualquiera que haya visto a estas dos figuras sencillas, nada espectacularmente escenificadas, tendrá que confesar que fue testigo de uno de esos dramas asombrosos que nunca se borran de la memoria. Señalando que "aparentemente, la personalidad de Pedro es extremadamente agradable para el Sr. Ge", Saltykov-Shchedrin, por su parte, da una alta valoración del papel de Pedro I en la historia rusa y sus cualidades morales. Evalúa favorablemente las reformas de Pedro, creyendo que los fracasos posteriores de algunas de ellas no ocurrieron por culpa de Pedro, "sino porque sus sucesores apoyaron solo la letra de las reformas y olvidaron completamente su razón". En consecuencia, en el conflicto representado en la pintura, las simpatías de Saltykov-Shchedrin están totalmente del lado de Pedro, a quien le preocupaba que el zarévich Alexei, que ascendería al trono como heredero de Pedro, destruyera gran parte de lo que había creado. Según Saltykov-Shchedrin, "la figura de Pedro parece estar llena de esa belleza luminosa que sólo se da al hombre por su mundo interior, indudablemente bello", mientras que para el zarévich Alexei el encuentro con su padre también estaba "lleno de ansiedades morales, pero estas ansiedades eran de una calidad diferente, indudablemente de baja calidad".

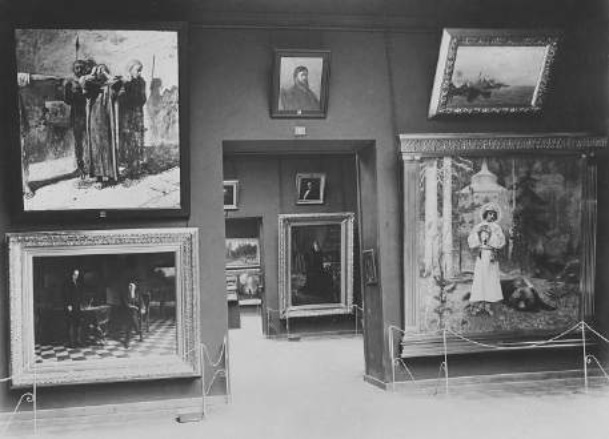
Pedro el Grande interrogando al zarévich Alexei y otras pinturas en la exposición de la Galería Tretiakov (foto de Albert Mey, 1902)

También se publicó un artículo sobre la 1.ª exposición itinerante del crítico de arte Vladímir Stasov, quien también consideró la pintura de Ge como una de las obras más destacadas de la exposición. En particular, escribió: "Ninguna de las pinturas anteriores de Ge ha llevado nunca un sello de madurez y habilidad como este. La fuerza y el colorido de la escritura incluso en nimiedades como, por ejemplo, una alfombra multicolor sobre la mesa, la sencillez y la extraordinaria verdad de cada detalle, desde la cabeza de Pedro <... > y hasta sus botas polvorientas y su caftán, hacen de este cuadro una de las joyas rusas, a la par de las mejores pinturas históricas del nuevo arte occidental". Al mismo tiempo, a diferencia de Saltykov-Shchedrin, Stasov fue más crítico con el carácter de Pedro el Grande, considerándolo un tirano y déspota, y al zarévich Alexei una víctima. Fue desde esta perspectiva que criticó la composición de la pintura de Ge.
En un artículo publicado en la revista Russky Vestnik (vol. 99, 1872), el crítico de arte Apollo Matushinsky escribió que la pintura "Pedro el Grande interrogando al zarévich Alexei" "está bien concebida, pero está lejos de causar la impresión que debería haber causado, debido a su contenido altamente trágico". En opinión de Matuszynski, Ge no desarrolló el tema lo suficiente, no cubrió todos sus detalles, "limitándose a transmitir solo los aspectos más importantes del drama elegido" y no permitió al espectador mirar "en el alma misma de sus actores". Criticando la forma en que se retrataron las figuras de Pedro el Grande y el zarévich Alexei, Matushinsky reconoció que el colorido de la pintura «parece ser algo más vivo» que en las obras anteriores de Ge.
En 1875, la revista Antigua y Nueva Rusia (n.º 1-2) publicó la obra del historiador y publicista Nikolái Kostomárov, titulada Zarévich Alexéi Petróvich. Sobre la pintura de N. N. Ge en la que Kostomarov proporciona un relato exhaustivo de la vida y las actividades del zarévich, con especial énfasis en su relación con su padre, Pedro I. Kostomarov postula que la escena representada por Ge se refiere a los acontecimientos del 17 de mayo de 1818, y que los papeles sobre la mesa son el testimonio fatal de su amante, Afrosinya Fiódorovna. Kostomarov caracterizó la imagen del zarévich Alexei presentada en la pintura de Ge de la siguiente manera: "El artista representó a este zarévich de una manera impecable y magistral. La estupidez, la mezquina cobardía, la pereza mental y corporal, el animalismo grosero son visibles en sus facciones, golpeadas por el dolor y el anhelo, su dolor no es tal que excite en sí mismo esa compasión, que es inseparable del respeto".

### SiglosXXyXXI
El artista e historiador del arte Nikolái Shchekotov postuló que Nikolái Gé logró crear un cuadro, Pedro el Grande y el zarévich Alexei, que cautiva al espectador, que lo percibe "con gran confianza" y se sumerge en su consideración con "un interés que poco a poco conduce a la emoción". Según Shchekotov, la pintura ha conservado su importancia durante muchas décadas desde su creación. "Se ha convertido en parte de la cultura rusa para siempre, y en él vemos uno de los ejemplos más destacados del arte ruso".
La historiadora del arte Alla Vereshchagina señaló que la pintura Pedro el Grande interroga al zarévich Alejo Petróvich en Peterhof fue "el hito más importante" en el camino hacia el desarrollo de una nueva dirección en la pintura histórica rusa de la década de 1870, asociada con la interpretación artística del hombre excepcional y su lugar en la historia. Según Vereshchagina, fue en esta obra donde las contradicciones y los choques de los intereses públicos se representaron por primera vez con tanta claridad, y en este sentido "hay un camino directo de la pintura de Ge a la obra de Súrikov".
La historiadora del arte Natalia Zograf escribió que la pintura Pedro y Alexei es "una de las evidencias más sorprendentes de la convergencia del arte de Ge con el de sus compañeros de viaje", ya que el artista se esfuerza por seguir estrictamente la autenticidad histórica, tanto en la elección de la situación y el escenario, como en la caracterización de los actores. Según Zograf, en este trabajo, al evaluar figuras históricas, Ge está "principalmente interesado en los motivos internos y psicológicos de las acciones", y se "guía por la necesidad de evaluar a las personas y los eventos en su sentido moral".

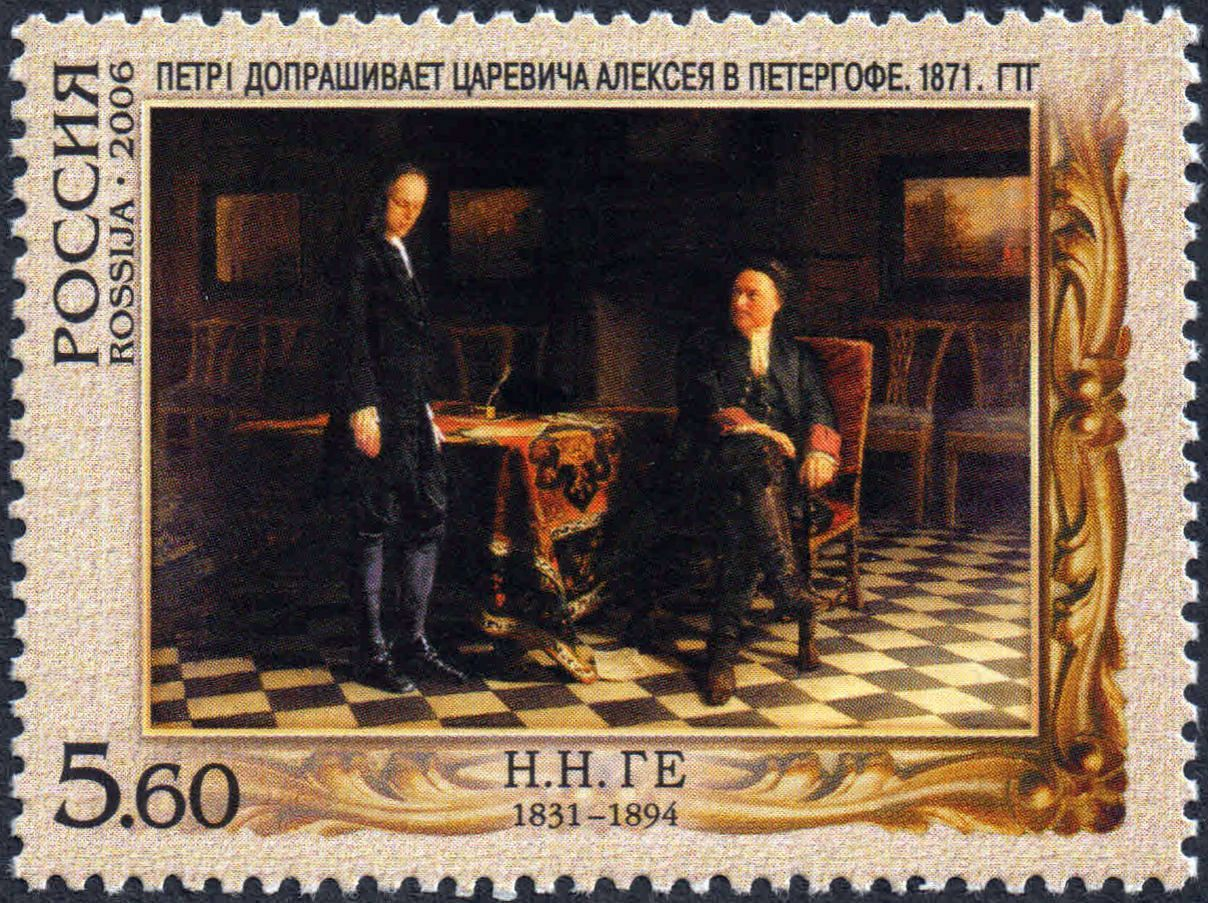
La pintura en el sello postal ruso de 2006.

Según el historiador del arte Dmitri Sarabianov, en el cuadro Pedro y Alexéi Gé interpretaron la imagen de Pedro I desde la posición de los demócratas avanzados, que lo veían como "una figura progresista de su tiempo, un ferviente patriota y defensor del progreso de Rusia". Sarabianov escribió que en esta obra, por primera vez en la pintura histórica rusa de la segunda mitad del siglo XIX, "el tema de la lucha entre dos fuerzas se resuelve de manera tan vívida y concisa" y "el conflicto dramático se revela con una interpretación psicológica tan profunda de los actores" (en menor medida, tales características eran inherentes a algunas obras anteriores de Vyacheslav Schwarz y Valery Jakobi). Según Sarabianov, la creación de Pedro y Alexei marcó la introducción de un nuevo tipo de "cuadro histórico realista".
El historiador del arte Grigory Sternin observó que el cuadro Pedro I y el zarévich Alexei, que apareció en vísperas del bicentenario del nacimiento de Pedro el Grande, fue interpretado por sus contemporáneos como un intento de "encajar no tanto en el contexto artístico, sino en el historiosófico de la época". En consecuencia, los desacuerdos de los espectadores se centraron principalmente en determinar la postura del artista en el conflicto entre las figuras históricas representadas por Pedro y Alexei. Según Sternin, a pesar de que el propio artista en esta obra quería ser "ante todo un historiador documental", el público tenía "las valoraciones más divergentes sobre el contenido ideológico del lienzo": por un lado, se reprochaba al autor la eslavofilia y la excesiva simpatía por el zarévich Alexei, y por otro, se le elogiaba "la capacidad de revelar a imagen de Pedro la energía y la fuerza creadora de lo nuevo Estado ruso".
Según la historiadora del arte Tatiana Karpova, se puede rastrear la continuidad entre Pedro y Alexei y las primeras pinturas de Ge sobre temas evangélicos, como La última cena (1863, Museo Estatal Ruso) y Heraldos de la resurrección (1867, Galería Tretiakov), todas estas obras tratan sobre "la confrontación y el choque de dos posiciones irreconciliables, dos visiones del mundo en un momento de un importante punto de inflexión histórico". Según Karpova, en el cuadro Pedro y Alexei "nadie tiene razón o está equivocado, cada personaje histórico tiene su propia verdad detrás".